# 金錫俊
金錫俊（1957年3月28日—），是大韓民國的教育家，2014年7月1日起擔任釜山廣域市敎育監。

## 生平
金錫俊中學就讀釜山高等學校，1975年進入首爾大學社會學系，被視為進步派的教育人物，2002年及2006年先後兩次以進步新黨身分參選釜山廣域市長但均落選。
2014年6月4日，金錫俊在大韓民國第六屆敎育監選舉中以544,501票擊敗原任敎育監林蕙卿與另外五名候選人朴孟彥、鄭勝允（韓語：정승윤）、申鉉喆（韓語：신현철）、崔扶野（韓語：최부야）及崔錫泰（韓語：최석태）當選釜山廣域市敎育監。